# HP Inc.
HP Inc. — американська IT-компанія, створена в 2015 разом із Hewlett Packard Enterprise після розділу Hewlett-Packard на дві компанії, успадкувала виробництво персональних комп'ютерів і принтерів.
Формально, має більше прав вважатися спадкоємцем Hewlett-Packard, ніж Hewlett Packard Enterprise: зберегла публічний статус і використовує оригінальний NYSE-тікер HPQ, а офіційний сайт розміщує в домені hp.com, що діяв до поділу. Крім того, при розділі на HP Inc. було записано $57,3 млрд доходів за фінансовий рік (у порівнянні з $53 млрд у Hewlett Packard Enterprise).
Чисельність працівників на момент розподілу — близько 50 000. Генеральний директор — Діон Вайслер.

## Історія

### Як Hewlett-Packard

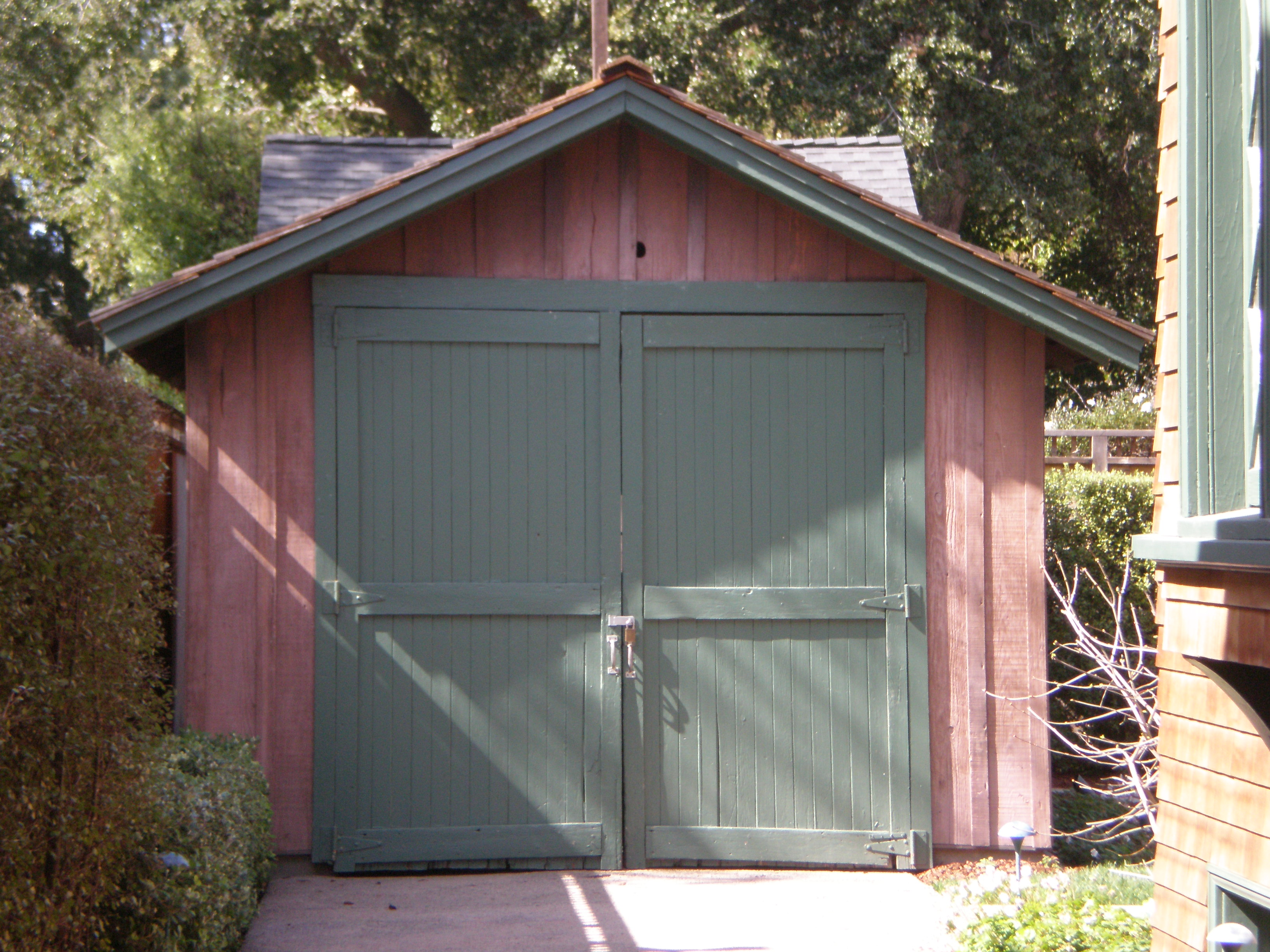
Гараж HP

Компанію Hewlett-Packard було засновано в 1939 році Вільямом Г'юлетом та Девідом Пакардом, які обидва закінчили Стенфордський університет зі ступенем інженера-електрика в 1935 році. Компанія розпочала свою діяльність у гаражі HP у Пало-Альто, Каліфорнія.
У березні 2015 року HP оголосила, що Bang & Olufsen стане новим преміальним аудіопартнером компанії для її комп'ютерів та інших пристроїв. Це замінило партнерство з Beats Electronics, яке припинилося після придбання Apple Inc. у 2014 році.
1 листопада 2015 року компанію Hewlett-Packard було розділено на дві компанії. Її бізнеси з виробництва персональних комп'ютерів та принтерів стали називатися HP Inc., а корпоративний бізнес — Hewlett Packard Enterprise. Розділення було структуровано таким чином, що Hewlett-Packard змінила свою назву на HP Inc. та виділила Hewlett Packard Enterprise як нову публічну компанію. 
HP Inc. зберігає історію цін на акції Hewlett-Packard до 2015 року та свій колишній біржовий тікер HPQ, тоді як Hewlett Packard Enterprise торгується під власним символом HPE.

### Як HP Inc.

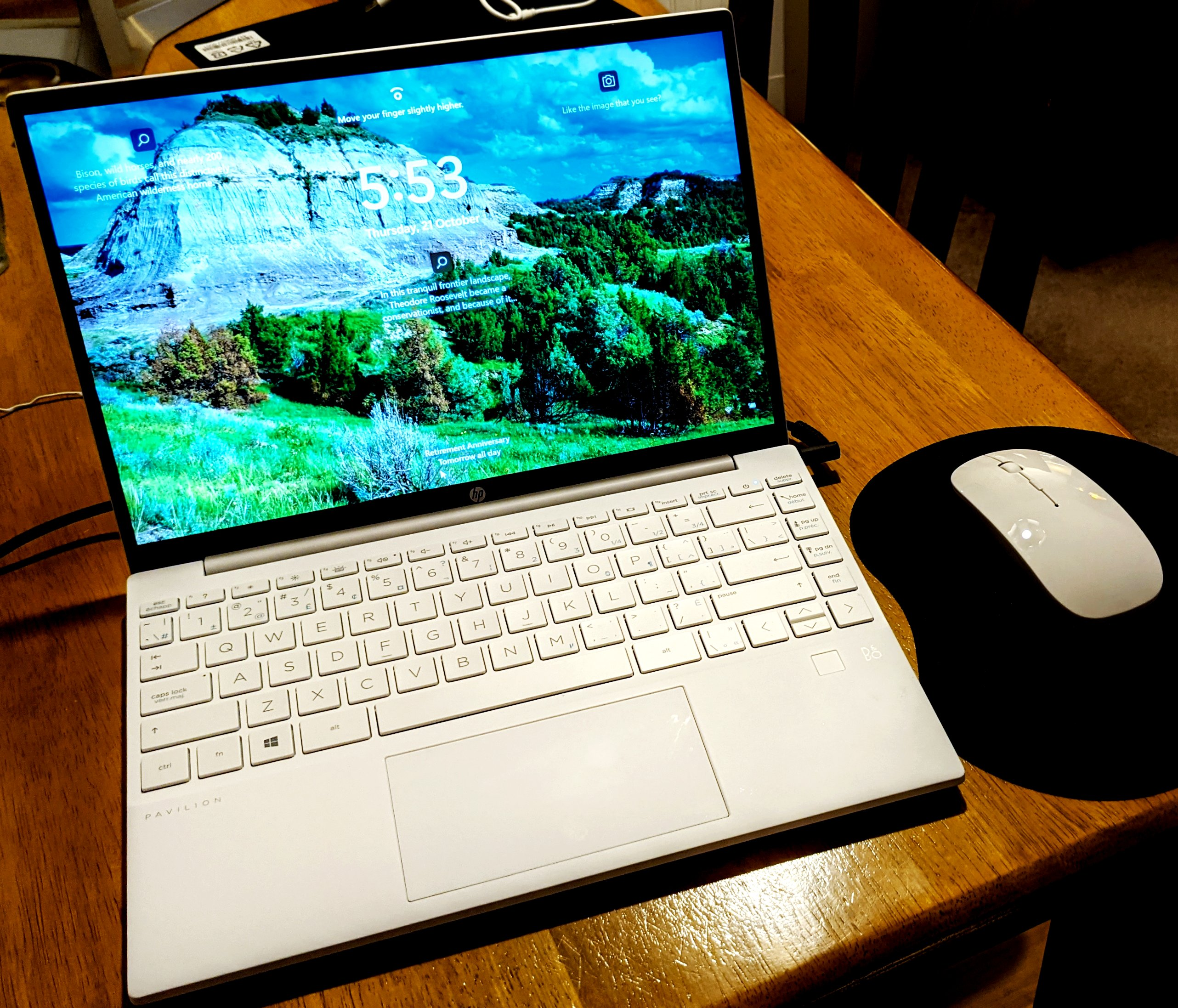
HP Pavillion Aero 13 (2021)

У травні 2016 року HP представила новий суббренд ігрових ПК під назвою Omen (повторно використовуючи торгові марки, пов'язані з VoodooPC), включаючи ігрові ноутбуки та настільні комп'ютери (останні пропонують такі опції, як водяне охолодження процесора та графіка Nvidia GTX 1080, і рекламуються як готові до віртуальної реальності), а також інші аксесуари (такі як монітори), розроблені для задоволення потреб ринку.  

У період з травня по серпень того ж року деякі активи були продані OpenText, включаючи TeamSite та Exstream.

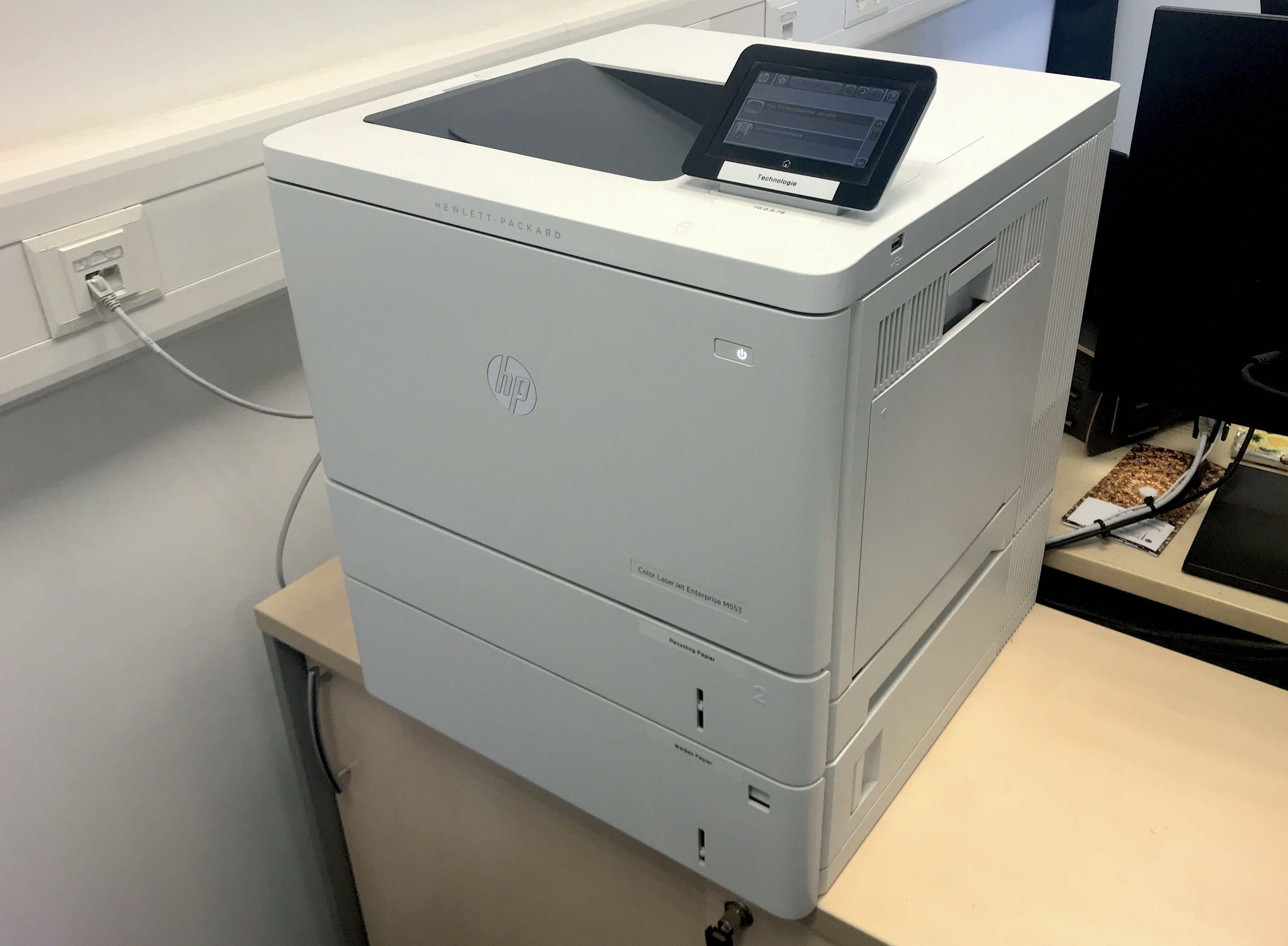
Кольоровий принтер HP LaserJet Enterprise

У травні 2024 року компанія HP оголосила про свій намір реструктуризувати свою лінійку споживчих ПК у рамках підготовки до наступного покоління комп'ютерів зі штучним інтелектом , заявивши, що більшість її моделей ПК (крім Omen) приймуть нову номенклатуру бренду під новим брендом Omni, який складатиметься з моделей OmniBook (відродження старого бренду, який припинив своє існування у 2002 році після придбання Compaq того ж року), OmniStudio та OmniDesk.  
Новий бренд комп'ютерів Omni оснащений апаратним та програмним забезпеченням на базі штучного інтелекту та наразі співіснує з іншими існуючими продуктами HP без штучного інтелекту станом на 2025 рік, деякі з яких пропонуються й донині.

## Злиття та поглинання
У вересні 2016 року компанія оголосила про покупку за $1,05 млрд. підрозділу корпорації Samsung Electronics Co., що займається виробництвом принтерів і копірів. Передбачалося, що операція «прискорить розвиток HP у сфері копіювальних апаратів, посилить портфель її продукції у сфері лазерного друку, а також підготує ґрунт для подальших інновацій у сфері друку».
У лютому 2021 року HP оголосила про придбання ігрового підрозділу Kingston HyperX за 425 мільйонів доларів. Угода включає лише комп'ютерну периферію під брендом HyperX, а не пам'ять чи накопичувачі. Продаж було завершено в червні 2021 року.
У лютому 2022 року компанія HP оголосила про придбання компанії з розробки упаковки Choose Packaging з Единбурга, щоб посилити свої можливості у сфері сталого розвитку упаковки.
У березні 2022 року компанія HP оголосила про придбання Poly Inc., постачальника комунікаційного програмного та апаратного забезпечення зі штаб-квартирою в Каліфорнії, за готівку. HP заявила, що узгоджена сума готівкою становила 40 доларів США за акцію, що передбачало загальну вартість підприємства в 3,3 млрд доларів США, включаючи чисті борги Poly. 

## Судові розгляди
31 жовтня 2023 року, як повідомило агентство Reuters, фінська телекомунікаційна компанія Nokia подала до суду штату Делавер (США) на HP та Amazon. Зазначені компанії звинувачуються у порушенні патентів, пов'язаних з потоковим відео. Компанія Nokia також подала відповідні позови в Німеччині, Індії, Великобританії та в Європейський об’єднаний патентний суд.

## Спроба злиття з Xerox
5 листопада 2019 року газета The Wall Street Journal повідомила, що компанія Xerox, що займається друком та цифровими документами, розглядає можливість придбання HP.  Компанія одноголосно відхилила дві незапрошені пропозиції, включаючи пропозицію готівкою та акціями за ціною 22 долари за акцію.
 HP заявила, що існує «невизначеність щодо здатності Xerox залучити готівкову частину запропонованої компенсації» (особливо враховуючи, що Xerox є меншою компанією за ринковою капіталізацією, ніж HP), і зазначила агресивність компанії.  
26 листопада 2019 року Xerox опублікувала публічного листа, в якому захищала звинувачення HP у тому, що її пропозиція була «невизначеною» та «дуже умовною», і заявила про свій намір «безпосередньо взаємодіяти з акціонерами HP, щоб заручитися їхньою підтримкою та спонукати раду директорів HP діяти правильно та скористатися цією переконливою можливістю».
У січні 2020 року Xerox заявила, що запропонує заміну ради директорів HP на наступних зборах акціонерів у квітні 2020 року. У заяві для TechCrunch HP висловила переконання, що пропозицією Xerox «керувався» акціонер-активіст Карл Ікан.  Xerox підвищила свою ставку до 24 доларів за акцію у лютому 2020 року.
21 лютого 2020 року HP запровадила план захисту прав акціонерів, щоб запобігти прагненню Xerox до ворожого поглинання. 
Чотири дні по тому HP оголосила, що якщо акціонери відхилять покупку Xerox, вона планує запропонувати 16 мільярдів доларів повернення капіталу між 2020 та 2022 фінансовими роками, включаючи 8 мільярдів доларів у вигляді додаткового викупу акцій та підвищення «цільової довгострокової повернення капіталу до 100% генерації вільного грошового потоку». HP розкритикувала пропозицію Xerox як «неправильний обмін вартістю», заснований на «завищеній синергії».  5 березня 2020 року HP відхилила пропозицію за ціною 24 долари за акцію.
31 березня 2020 року Xerox відкликала свою заявку на купівлю HP Inc, посилаючись на те, що « поточна глобальна криза в галузі охорони здоров'я та спричинені нею макроекономічні та ринкові потрясіння » «створили середовище, яке не сприяє продовженню Xerox спроб придбання HP Inc.»

## Спортивне спонсорство

#### Формула-1

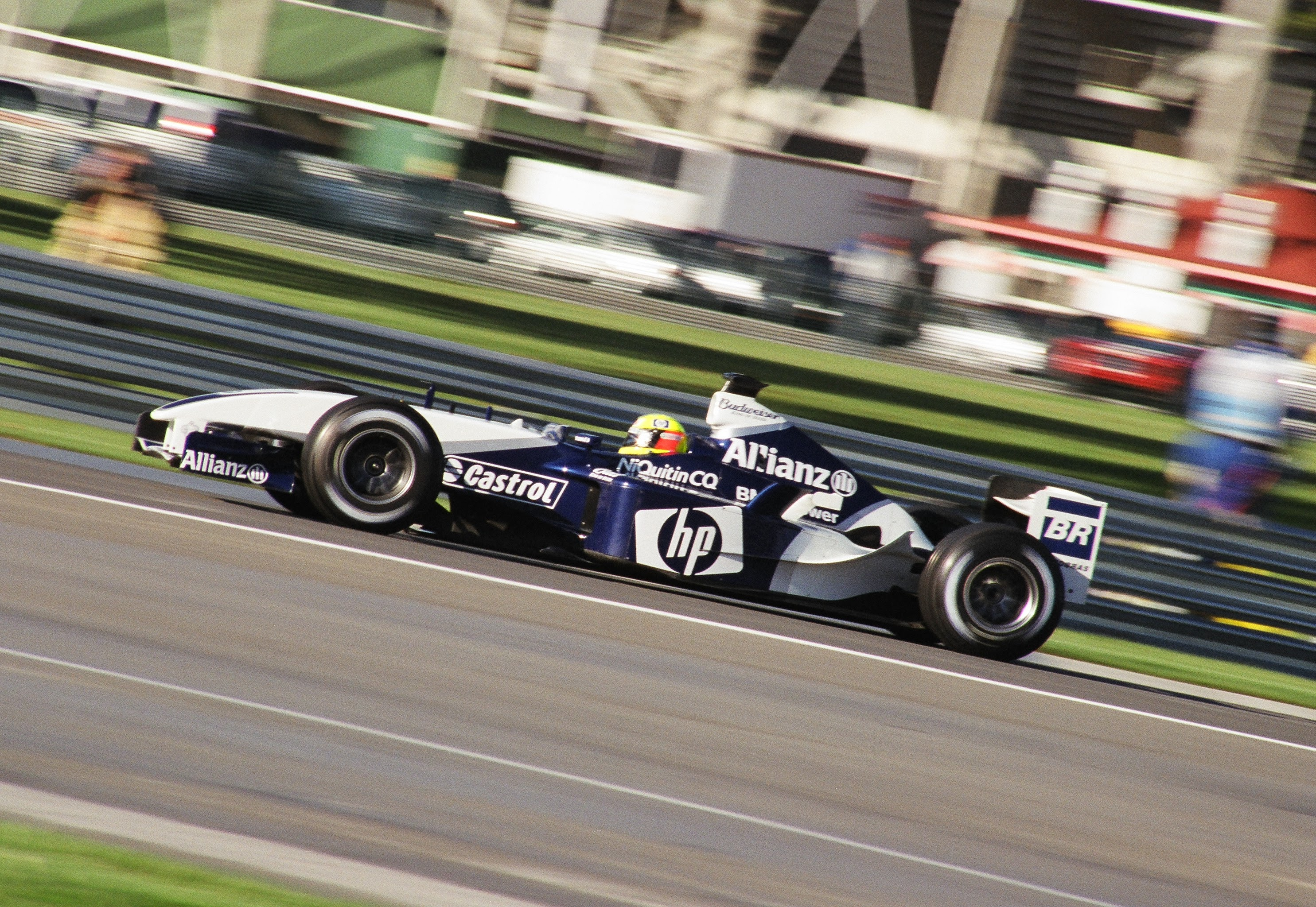
Спонсорство HP на Williams FW25, 2003 рік

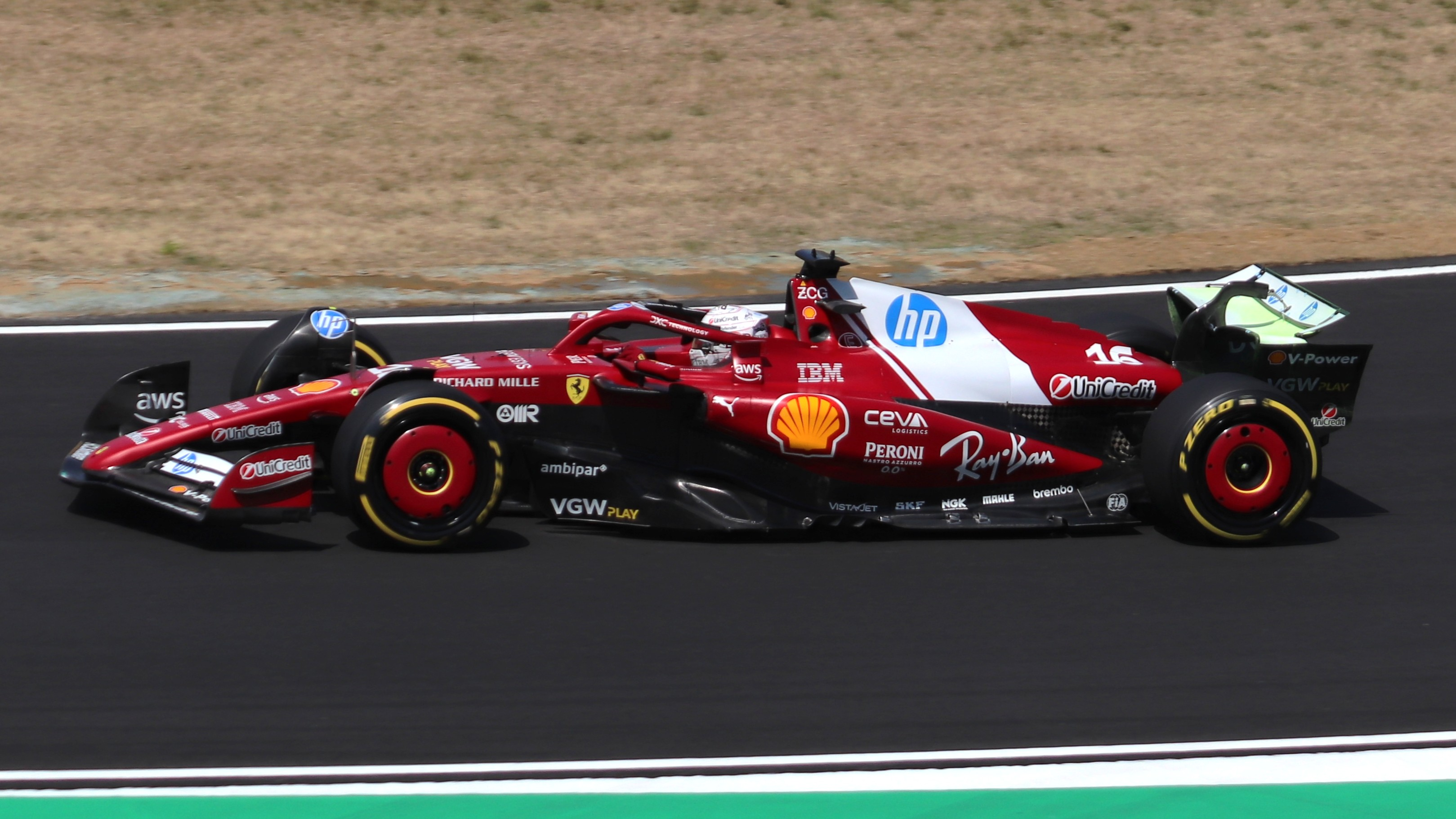
Спонсорство HP на Scuderia Ferrari SF-25, 2025 рік

HP має довгу історію спонсорства Формули-1, починаючи з 1988 року з одного сезону спонсорства з Larrousse.
Протягом 1990-х і 2000-х років HP була незначним спонсором і постачальником технологій для багатьох команд, включаючи Forti (1996), Jordan (1996-2002), Benetton (1997-1999), Minardi (1997), Stewart (1998-1999), Jaguar (2000-2003) та Renault (2010).
З 2002 по 2005 рік HP була титульним спонсором команди Williams Racing (тоді відомої як BMW WilliamsF1) після придбання Compaq у 2002 році;  Compaq раніше була титульним спонсором команди з 2000 по 2001 рік. HP втратила спонсорську угоду з Williams Racing у 2005 році.
У квітні 2024 року HP оголосила про підписання багаторічної угоди про титульне спонсорство команди Ferrari, яка поширюється на Академію Формули-1 та кіберспортивні програми команди.

#### Асоціаційний футбол
HP була спонсором футболок футбольного клубу англійської Прем'єр-ліги «Тоттенгем Готспур» з 1995 по 1999 рік, передуючи та наступнику німецького лагеру Holsten. Компанія-розробник програмного забезпечення Autonomy стала спонсором футболок «Тоттенгема», починаючи з сезону 2010-11 років для внутрішніх матчів, але була придбана HP у 2011 році.
HP продовжила угоду, змінивши спонсорство в сезоні 2011-12 років, щоб представити платформу доповненої реальності Aurasma від Autonomy, перш ніж замінити попередній брендинг Autonomy на брендинг HP в останній рік спонсорства в сезоні 2013-2014 років.
У лютому 2024 року HP підписала 3-річну спонсорську угоду з мадридським «Реалом», ставши першим спонсором-рукавом за 121-річну історію клубу.

## Історія логотипів

### Hewlett-Packard (1954-2015)

1954―1964
1964―1981
1979―2008
1999―2012
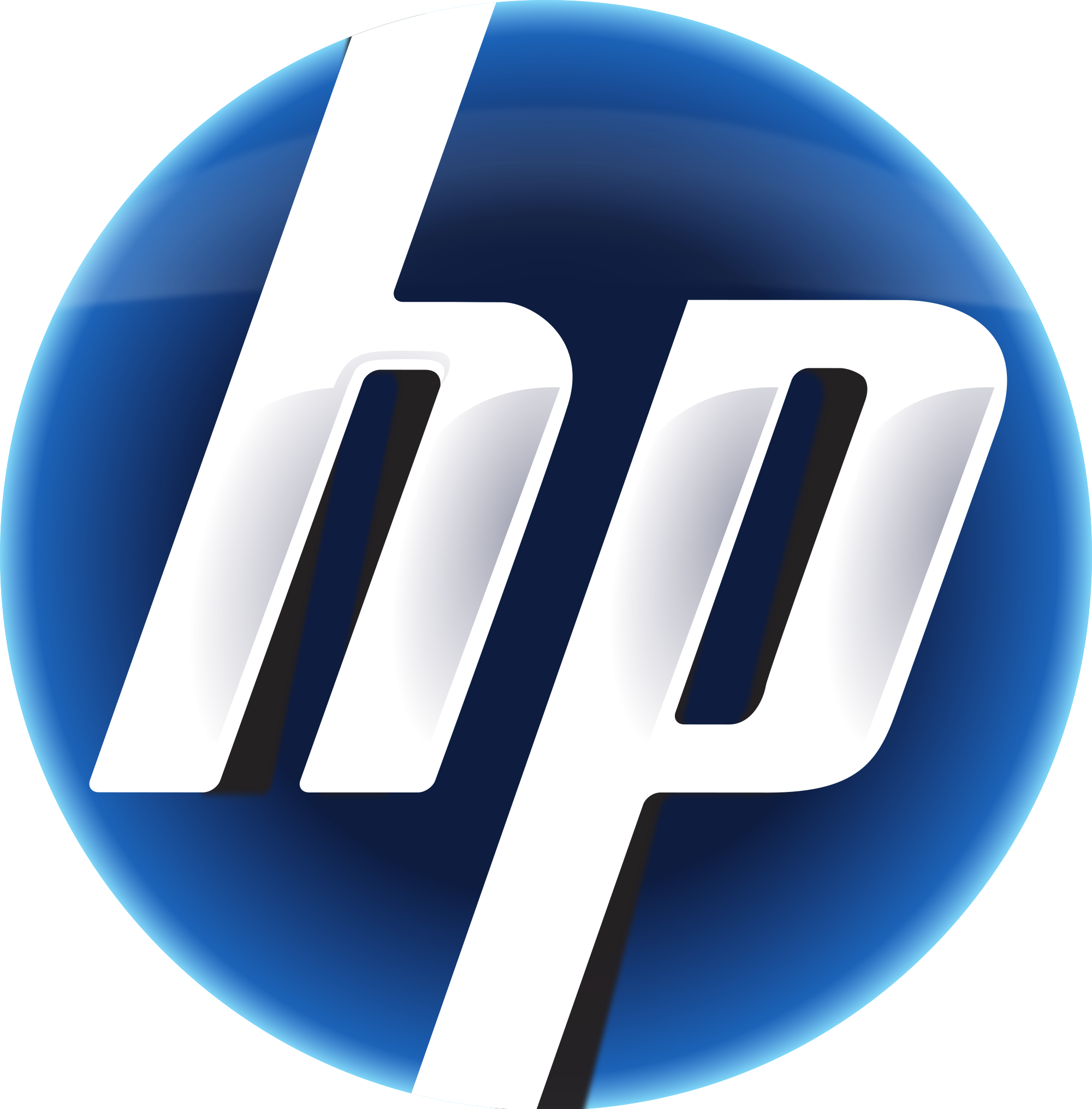
2000―2008
2008―2014
2012―2015

### HP Inc. (з 2015)

2015―2025
з 2025
з 2016 (альтернативний логотип)